# دهچاه (مشکان)
دهچاه، روستایی از توابع بخش مشکان در شهرستان نی‌ریز استان فارس ایران است.

## موقعیت
این روستا در شرق استان فارس قرار دارد. این روستا از توابع بخش مشکان به مرکزیت شهر مشکان است. فاصله آن از شهر شیراز ۲۲۰ کیلومتر می‌باشد. شهرهای اطراف آن شامل نی‌ریز، سیرجان و هرات هستند.

## دشت انسلوت دهچاه
دشت گل انسلوت (نام علمی:سریش) در روستای دهچاه بخش مشکان شهرستان نی ریز در کیلومتر ۵۰ جاده نی ریز به مشکان واقع شده است.
منابع محلی می گویند این گیاه دانه هایی دارد که برای ترشی و همچنین یک نوع غذای محلی استفاده می شود. 
گل‌های آن تبدیل به دانه هایی اندازه حبه قند می‌شود که آن را پخته و با تخم مرغ یا ماست و کشک استفاده می کنند که طبع گرمی دارد.
گیاه انسلوت در دشت دهچاه از اواسط فروردین تا اواسط اردیبهشت گل می دهد و همه ساله مناظر زیبایی ایجاد می کند.
این دشت یکی از جاذبه ای گردشگری شهرستان نی ریز است. همچنین تلاش های جهت ثبت این دشت در فهرست آثار ملی در دست اقدام است.

## جمعیت
بر اساس سرشماری مرکز آمار ایران در سال ۱۳۹۵، جمعیت آن ۱،۷۱۵ نفر (۳۵۷ خانوار) بوده‌است.